# El capitán Montoya
El capitán Montoya es una leyenda popular toledana de versos octosílabos escrita por José Zorrilla incluida en el octavo tomo de su obra Poesías (1840). El mismo Zorrilla afirmó que El capitán Montoya es un embrión de Don Juan Tenorio.

## Argumento
Según la tesis de García Cadenas, la leyenda del capitán Montoya se puede resumir de la siguiente manera:

#### I. La cruz del olivar
Dos jinetes se detienen ante una cruz de hierro que divide un camino. El amo se encamina a un monasterio cercano, y pasado un tiempo regresa junto al criado para retomar el camino. El motivo de este extraño viaje era que el amo deseaba citarse con una monja para sacarla del convento.

#### II. Cuchilladas en la calle
Seis hombres acechan en la noche a una doncella y a su padre. El caballero que aparecía en el capítulo anterior reduce a los malhechores, acabando con la vida de dos de ellos, e impide que rapten a la joven. Es al final de este capítulo cuando se revela la identidad del caballero como la de un capitán de apellido Montoya.

#### III. Ofertas
Don Fadrique de Toledo, padre de la doncella, se muestra muy agradecido por la ayuda prestada y se marcha del lugar junto a su hija. El capitán deja una bolsita llena de oro para que entierren a los muertos en la reyerta.

#### IV. El capitán Don César
Don Fadrique discute con su criado Ginés que ha ofrecido a su hija Diana al capitán Montoya, con una dote de cuatro millones. A pesar de haber aceptado, parece que el capitán no tiene intención alguna de abandonar su romance con la monja. Así, queda en este capítulo perfilado el capitán Don César Gil de Montoya, un personaje seductor y valiente.

#### V. Insuficiencia del poeta
Las más ilustres familias de Castilla aguardan en palacio del duque el casamiento entre el capitán y Diana. Dicho evento sucederá a las diez de la noche, hora marcada por el propio Montoya. El poeta no se ve capaz de describir fielmente con sus palabras el acontecimiento.

#### VI. El novio
El capitán Montoya entra en el palacio gloriosamente ante la gran expectación de los invitados. Sucede entonces la firma del contrato legal y la promesa de casarse por la Iglesia a la mañana siguiente. Sin embargo, tras la fiesta de esa noche, Montoya acudirá a una cita con la monja a las dos en punto.

#### VII. Doña Inés
Conocemos en este capítulo a Doña Inés, la monja con la que el capitán mantiene una aventura. La joven Inés desea abandonar la vida de encierro en el claustro, y mantiene encuentros secretos con Montoya.

#### VIII. Aventura inexplicable
Regresamos al escenario del primer capítulo, donde Montoya abandona a su criado junto a la cruz de hierro del olivar para encaminarse al convento. Mientras tanto, el criado espera el regreso de su amo con tres caballos. Al llegar cerca de la iglesia, el capitán se sorprende de presenciar un funeral a una hora tan extraña. Al preguntar quién es el fallecido, los presentes en la ceremonia le contestan que el muerto es el capitán Montoya, hecho que confirma al ver el cadáver y verse a sí mismo amortajado. El capitán cae desmayado, y despierta fuera del convento, junto a la cruz del olivar y su criado. Sólo el capitán fue testigo de la ceremonia fúnebre de su entierro. Juntos galopan de regreso a Toledo.

#### IX. (Sin título)
El capitán confiesa a Don Fadrique que no quiere casarse con su hija Diana, sin dar motivo alguno. Montoya mantiene en secreto su motivo, y el duque entra en cólera al sentirse ultrajado. Sin embargo, el capitán aguanta los insultos y provocaciones hasta que Don Fadrique acepta la situación. Montoya le entrega parte de sus riquezas para que funde un hospital o un convento. El resto del dinero irá a su criado Ginés y a don Luis de Alvarado, hermano de doña Inés, por haber perdido con él la apuesta de burlar a una monja.

#### X. Hechos y conjeturas
El capitán Montoya desapareció, y las gentes inventaron historias de diablos y apariciones para explicar su ausencia. El autor da crédito a una fábula que en Toledo se cuenta como verdad. Pasaron diez años cuando don Fadrique en su lecho de muerte llama a un capuchino, que resulta ser el mismísimo Montoya, quien aprovecha el momento para explicarle lo que sucedió tiempo atrás. El duque le perdona con un abrazo. Acaba este capítulo con la descripción de la tumba de Fray Diego de Simancas, quien fuera el capitán Montoya, en cuya humilde sepultura se encontraba una inscripción que hasta hace poco tiempo se podía leer.

#### Nota de conclusión
El autor desvela que doña Inés murió monja y posiblemente aún enamorada del capitán. El criado Ginés se casó con una dama rica y bella, teniendo un hijo del que Ginés no era padre.

## El capitán Montoyacomo precedente deDon Juan Tenorio

### El mito donjuanesco
La creación del arquetipo de Don Juan se atribuye a Tirso de Molina, quien presentó en El Burlador de Sevilla al personaje que sirve de base a las demás concepciones del mito donjuanesco. El Don Juan de Tirso es una representación de la sexualidad masculina en su tendencia promiscua y la satisfacción del deseo de manera inmediata y sin compromisos ni responsabilidades.
El mito se forja en la sociedad española del Renacimiento, con una doble influencia literaria: una tradición medieval religiosa y moralista, como viejas leyendas y romances donde el libertinaje sexual es castigado por la justica divina; y al mismo tiempo nace un héroe del erotismo que puede ser tomado enserio y admirado por su valentía, hombría, generosidad, etc. Tras muchas transformaciones a lo largo de los tiempos y literaturas de diferentes países, la figura de Don Juan durante el Romanticismo adquiere una condición de símbolo de individualismo rebelde e idealista frente a los prejuicios de una sociedad aburguesada. Espronceda añade en El estudiante de Salamanca las cualidades de gallardía, valor y orgullo al arquetipo, además de su faceta satánica.
Sin embargo, la versión más reconocida del mito donjuanesco durante el romanticismo es la de Zorrilla, debido a su evasión de las preocupaciones espirituales o ideológicas propias del movimiento romántico, sustituyéndolas por un Don Juan seductor, valiente y desvergonzado, noble y cruel, que al fin encuentra a su dama, cuyo amor purifica su alma.

### Similitudes entreEl capitán MontoyayDon Juan Tenorio
A pesar de que fueron publicados con 4 años de diferencia, el argumento y los personajes no distan demasiado entre ambas obras. El mismo José Zorrilla reconoce que El capitán Montoya fue el embrión de Don Juan Tenorio, una de sus obras más reconocidas. 

#### Similitudes en el argumento
En El capitán Montoya, José Zorrilla cuenta la historia de un caballero donjuanesco que mantiene un romance secreto con una monja. Dicho caballero, tras salvar a una doncella y a su padre en las calles de Toledo, consigue un trato que le hará ganar cuatro millones a cambio de desposar a la dama. Sin embargo, sus intenciones son quedarse con el dinero y huir con la monja. Cuando su plan está a punto de triunfar, el caballero se encuentra con una escena espantosa: su propio funeral. Tras vivir tal trascendente experiencia, devuelve su dinero al duque y reparte lo que le queda entre su criado y el hermano de la monja, con el cual mantenía una apuesta de burlar a una monja. Una vez puestos en orden estos asuntos, el capitán se retira a vivir el resto de su vida como monje capuchino.
Por otra parte, Don Juan Tenorio habla de un caballero que vuelve a Sevilla para citarse con su rival y poder ver el resultado de una apuesta que tenía el plazo de un año y ha llegado a su fin: ¿Quién era capaz de obrar peor con mayor fortuna, y seducir más doncellas y batirse en más duelos? Aunque parece que Don Juan es vencedor, en su lista de "hazañas" falta seducir a una novicia. Pero Don Juan tiene un plan para conquistar a Doña Inés, y con ayuda de su dueña la consigue sacar del convento. Una vez en casa de Don Juan, Doña Inés cae en sus redes sin remedio. Don Gonzalo, el padre de la novicia, aparece con gente armada y dispuesto a matar a Don Juan, quien le suplica por la mano de doña Inés sin éxito. Su rival, Don Luis, se alía con Don Gonzalo para acabar con la vida de Don Juan, sin embargo, es éste quien acaba por matar a ambos y huir. Cuando regresa cinco años después, su palacio ha sido remplazado por un cementerio donde descansan todas las víctimas que se cobró, incluido el bello sepulcro de Doña Inés que murió de pena al comprender que nunca podrían estar juntos a pesar de su ardiente amor. El espectro de Don Gonzalo acude a la cena de Don juan con el objetivo de arrastrarlo al infierno, pero el espíritu de Doña Inés intercede consiguiendo que Don Juan se arrepienta de sus actos y ambos ascienden al cielo.
Por tanto, las similitudes en el argumento son: 
1. La apuesta de burlar a una monja o una novicia, de la cual el héroe se termina enamorando.
2. El enfrentamiento con el padre de la doncella, o en el caso de Doña Inés, novicia.
3. El elemento supernatural.
4. El arrepentimiento del protagonista y su vuelta al camino De Dios.

#### Similitudes en los personajes
Capitán Montoya vs Don Juan Tenorio: al ser uno embrión del otro, las similitudes saltan a la vista. Ambos son personajes con características enmarcadas dentro del arquetipo donjuanesco, como la valentía, el orgullo, o sus facetas de galanes. Además, tanto el amor como las experiencias sobrenaturales sufridas por cada uno de ellos terminan por transformarlos y conseguir su arrepentimiento ante Dios.
Doña Inés: en las dos obras aparece la figura de una joven llamada Doña Inés. Las dos viven en un convento y son cortejadas continuamente por nuestros donjuanes hasta caer rendidas a sus pies. También juegan un papel importante en la redención de los caballeros: cuando el capitán pretende sacar a Doña Inés el convento es cuando se topa con la ceremonia de su funeral; y cuando Don Juan está a punto de ser condenado al infierno, Doña Inés consigue que se arrepienta y ascienda al cielo.
Ginés vs Ciutti: la figura del fiel criado y compañero de aventuras que acompaña al arquetipo donjuanesco en todas sus apariciones en la literatura.

## Sobre la publicación de la leyenda

### Autor
José Zorrilla nació en Valladolid el 21 de febrero de 1814, y escribió durante el Romanticismo obras clásicas españolas como Don Juan Tenorio. Su obra se compone de poesías, leyendas, obras de teatro y novelas.

### Publicación
Fue publicada en 1840 dentro del octavo tomo de Poesías de Zorrilla. Este tomo en particular fue impreso en la Imprenta de José María Repullés en Madrid. El capitán Montoya se encuentra acompañado en este tomo de otras poesías como a mi amigo D. Juan Eugenio Hartzensbuch o Apoteosis de Don Pedro Calderón de la Barca